# Arroyo Yerbal Grande
Der Arroyo Yerbal Grande ist ein im Osten Uruguays gelegener Fluss.
Der zum Einzugsgebiet der Laguna Merín zählende Fluss entspringt in der Cuchilla Grande. Sein 80 Kilometer langer Verlauf auf dem Gebiet des Departamentos Treinta y Tres endet an der Mündung in den Río Olimar. Seine wichtigsten Nebenflüsse sind der Arroyo Yerbal Chico und der Arroyo Yerbalito.